# (9306) Pittosporum
(9306) Pittosporum est un astéroïde de la ceinture principale.

## Description
(9306) Pittosporum est un astéroïde de la ceinture principale. Il fut découvert le 2 février 1987 à La Silla par Eric Walter Elst. Il présente une orbite caractérisée par un demi-grand axe de 2,88 UA, une excentricité de 0,02 et une inclinaison de 1,5° par rapport à l'écliptique.

## Compléments